# Хауснер, Ксения
Ксения Хауснер (нем. Xenia Hausner; род. 7 января 1951, Вена, Австрия) — австрийская художница, фотограф и сценограф.

## Биография
Ксения Хауснер родилась в творческой семье. Её отец — австрийский художник Рудольф Хауснер, сёстры — Джессика Хауснер, режиссёр, и Таня Хауснер, художник по костюмам. С 1972 по 1976 год Ксения Хауснер обучалась профессии художника-сценографа в Венской академии изобразительных искусств и Лондонской Королевской академии драматического искусства. С 1977 по 1992 год работала над созданием более ста декораций для театра, оперы и кино, в том числе для Бургтеатра (Вена), Зальцбургского фестиваля, Королевского театра Ковент-Гарден (Лондон) и Театра рояль де ла Монне (Брюссель), а также декораций для «Кавалера розы» в постановке Андре Хеллера в 2020 году в Государственной опере на Унтер-ден-Линден в Берлине.
С 1992 года Ксения Хауснер работает исключительно как художник. Её произведения представлены в галереях, на выставках и в музеях: в Альбертине (Вена), Шанхайском художественном музее, Пекинском музее современного искусства, Гонконгском центре искусств, фонде семьи Батлинер, галерее Бельведер (Вена), музее Кете Кольвиц (Берлин), Государственном Русском музее (Санкт-Петербург), музее Вюрта Франса Эрштейна, галерее Вюрта (Осло), Европейском центральном банке (Франкфурт-на-Майне); также её работы можно было увидеть на 57-й Венецианской биеннале 2017 года — на выставке «Glasstress» в Палаццо Кавалли-Франкетти (Венеция); 8-й Московской международной биеннале современного искусства, Государственной Третьяковской галерее (Москва); художественной галерее «Форум» (Нью-Йорк), Южноамериканской художественной биеннале Bienalsur 2019 года — «Juntos Aparte» (Колумбия); в постановке «Кавалер розы» в Государственной опере на Унтер-ден-Линден в Берлине (2020 г.); «This will have been another happy day!» — в Художественном музее PalaisPopulaire собрания Немецкого банка (Берлин, 2020 г.).
Ксения Хауснер живёт и работает одновременно в двух городах: в Берлине и Вене.

## Творчество
Моя вселенная – женская. Женщины – ключевой элемент в моем творчестве, в моих произведениях они выступают как представители всех гендеров. Я работаю над общечеловеческими темами с женским актерским составом.

### Сценография
Первые декорации, созданные Ксенией Хауснер, были коллажами, собранными из предметов, которые художница находила в домах, подлежащих сносу, и на мусорных свалках. Именно там она добывала «сырьё», из которого впоследствии создавала декорации, призванные ожить в столкновении между натуралистической скрупулёзностью и абстрактной интерпретацией, прошлым и настоящим. Её любимой стилистической фигурой был оксюморон, сочетание противоположностей, концентрированное объединение всего, что хаотично стремится к разобщению. С 1972 года по настоящее время оформила более 100 спектаклей на различных сценах. Среди недавних работ — декорации к опере «Кавалер розы» в постановке Андре Хеллера в Берлинской государственной опере (2020 г.).

### Живопись
С 1990 года Ксения Хауснер сконцентрировалась на живописи. Её работы показывают человека. Картины художницы погружают зрителя в загадочный мир. Изображённые на них ситуации неоднозначны, зритель сам должен исследовать картину, опираясь на собственный жизненный опыт. Картины Ксении Хауснер отличаются крупным форматом, описывают жизнь общества и рассказывают о таинственном мире межчеловеческих отношений. Это осознанно незаконченные ситуации и моменты из повседневной жизни. В отличие от классического портрета изображённые на картинах персоны играют роли в биографиях других людей, подобно актёрам в пьесе. Картины Хауснер отличаются экспрессивностью и яркими цветами, которые особенно отчётливо прослеживаются в инкарнате протагонистов. В её нарисованных историях женщины играют все роли, в том числе и мужские. В то время как история искусства формировалась мужчинами, женский мир Ксении Хауснер предполагает изменение в соотношении сил и подчёркивает своевременность и необходимость женского взгляда. Помимо женской фигуры центральными темами её творчества являются выдумка и вымысел. Нарисованная, запечатлённая, скомпонованная особенность её картин — это ложь, присягающая правде. Хауснер рисует выдуманные истории, на которые зритель может взглянуть через призму своего жизненного опыта. Аспект постановки занимает центральное место ретроспективной выставки «True Lies» 2021 в венской Альбертине. Ксения Хауснер также работает с бумагой и стилем микс-медиа. Она трансформирует фотографии большого формата в картины, используя различные материалы в зависимости от конкретной среды, с которой работает. Таким образом она сводит воедино современный уровень познания в области живописи с современным уровнем познания в области фотографии. Используя различные техники, она насыщает образы и конструирует новую реальность. Изготовление лимитированных художественных работ на бумаге ручной выделки стало для Хауснер новой областью экспериментов. Эти уникальные работы посвящены сюжетам, известным по её картинам, однако благодаря технике и среде изображения они перерождаются и развиваются в самостоятельную художественную форму.

### Фотография
Наряду с живописью важным аспектом работы Ксении Хауснер является фотография. Хауснер умело сочетает историю и потенциал этих двух носителей изображений, имплицитно привнося в свою живопись не только принципы фотографии, но и элементы кино. Хауснер берёт фотографии за основу для живописи. У себя в студии она создаёт фотографические сценарии, задействуя при этом одного или нескольких персонажей. Выбор фрагмента, ощущение фрагментарности, фактический монтаж и резкая постановка света в соответствии с цветом в конечном итоге способствуют раскрытию интенсивного индивидуального мистико-чувствительного характера изображения.

### Проекты
Ксения Хауснер является активной участницей движения «Женщины без границ», начиная с проекта SAVE (Sisters Against Violent Extremism). С помощью своей камеры она документирует женщин, принимающих активное участие в борьбе с терроризмом. Ксения Хауснер активно проявила себя в оформлении архитектурных проектов: создание инсталляции на башне Рингтурм в Вене в 2011 году, проектирование и оформление церковных витражей (церковь Св. Килиана в Хайльбронне, церковь Св. Иоанна в Гердене, собор Св. Иоанна и Св. Лаврентия в Мерзебурге).

## Выставки (избранное)
- 2021: Ксения Хауснер - Правдивая ложь, ГМИИ им. А. С. Пушкина, Москва
- 2021: Xenia Hausner — True Lies, Albertina Wien, Österreich
- 2020: This will have been another happy day!, Palais Populaire, Berlin, Deutschland
- 2020: Schiele — Rainer — Kokoschka, Der Welt (m)eine Ordnung geben, Landesgalerie Niederösterreich, Krems, Österreich
- 2020: Treue Freunde. Hund und Mensch, Bayrisches Nationalmuseum, München, Deutschland
- 2019: 8-я Московская биеннале современного искусства, Третьяковская галерея, Москва
- 2019: Juntos Aparte, Kunstbiennale Südamerika, Cúcuta, Kolumbien
- 2019: Xenia Hausner, Forum Gallery, New York, USA
- 2019: Xenia Hausner — Behind the Scenes, Austrian Cultural Forum, New York, USA
- 2019: Body Extended, Shepherd W&K Galleries, New York, USA
- 2019: Xenia Hausner — Displaced — Storie in Movimento, Palazzo Ducale di Mantova, Museo Archeologico Nazionale, Italien
- 2019: Warhol bis Richter, Albertina Contemporary Art, Wien, Österreich
- 2019: The Still Life in Contemporary Art, Galleri Würth, Norwegen
- 2018: DIE GESTE Meisterwerke aus der Sammlung Peter und Irene Ludwig, Ludwig Galerie Schloss Oberhausen
- 2018: Guernica — Ikone des Friedens, Hofburg, Österreich
- 2018: Objects of Desire, Xenia Hausner & Dorothee Golz, Galerie 422, Gmunden, Österreich
- 2018: Mit Haut und Haar. Frisieren, Rasieren, Verschönern, Wien Museum, Österreich
- 2018: Xenia Hausner — Shaky Times, Danubiana Meulensteen Art Museum Bratislava, Slowakei
- 2017: Monet to Picasso. The Batliner Collection, Permanent Collection, Albertina, Wien, Österrreich
- 2017: Glasstress, Palazzo Franchetti, Venice
- 2017: Xenia Hausner — Exiles in Personal Structures: Crossing Borders, Palazzo Bembo, Venedig
- 2017: Seeing with our own eyes, Forum Gallery New York, USA
- 2017: Entfesselt. Malerinnen der Gegenwart, Schloss Achberg
- 2017: Fleischeslust, Galerie Deschler, Berlin
- 2017: Modern & Contemporary Art, Forum Gallery, New York
- 2017: 10 — Alive and Kicking, Dominik Mersch Gallery, Sydney
- 2017: Menagerie. An Animal Show from the Würth Collection, Forum Würth Rorschach, CH
- 2016: Frau im Bild — Female Portraits from the Würth Collection, Gallery Würth, Oslo
- 2016: Rendezvous, Meisterwerke aus der Sammlung Essl, Essl Museum, Klosterneuburg
- 2015: Von Hockney bis Holbein. Die Sammlung Würth in Berlin, Martin-Gropius-Bau, Berlin
- 2015: Personal Structures: Crossing Borders, Palazzo Mora, Venedig
- 2015: Soft Power, Leo Gallery, Shanghai
- 2015: Girl, Girls, Girls, Galerie Deschler, Berlin
- 2015: Some Hope, FO.KU.S, Innsbruck
- 2014: Look Left — Look Right, Today Art Museum, Peking
- 2014: Look Left — Look Right, The Pao Galleries, Hong Kong Arts Center, Hongkong
- 2014: Glanzlichter. Meisterwerke zeitgenössischer Glasmalerei im Naumburger Dom, Naumburg
- 2014: Die Andere Sicht, Sammlung Essl, Klosterneuburg
- 2013: Sie. Selbst. Nackt. Paula Modersohn-Becker Museum, Bremen
- 2013: Painting Water, Berlin Art Week, Galerie Deschler
- 2013: A.E.I.O.U. — Österreichische Aspekte in der Sammlung Würth, Museum Würth, Künzelsau
- 2012: ÜberLeben Sammlung Essl, Klosterneuburg
- 2012: The fifth Bejing International Art Biennale (BIAB)
- 2012: Xenia Hausner — Flagrant délit, Musée Würth France, Erstein
- 2012: Glasmalerei des 21. Jahrhunderts, Centre intern. du Vitrail, Chartres
- 2011: Damage, Kunstmuseum Shanghai, Shanghai
- 2011: Familiensinn Verhüllung des Ringturms, Wien
- 2011: Glasmalerei der Moderne, Badisches Landesmuseum, Karlsruhe
- 2010: Intimacy. Baden in der Kunst, Kunstmuseum Ahlen, Ahlen
- 2010: Trailblazer, Gabriele Münter Preis 2010, Martin-Gropius-Bau, Berlin
- 2009: Sehnsucht nach dem Abbild. Das Portrait im Wandel der Zeit, Kunsthalle Krems
- 2009: Xenia Hausner, Palais Liechtenstein, Forum für Zeitgenössische Kunst, Feldkirch
- 2008: Montijo International Biennal ON EUROPE 2008, Portugal
- 2008: You and I, Forum Gallery, New York
- 2007: Zurück zur Figur, Kunsthaus Wien
- 2007: Two, Galerie von Braunbehrens, München
- 2006: Österreich: 1900—2000. Konfrontation und Kontinuitäten, Essl Museum, Klosterneuburg
- 2006: Zurück zur Figur — Malerei der Gegenwart, Kunsthalle der Hypo-Kulturstiftung, München
- 2006: Xenia Hausner — Waschtag, Galerie Boisserée, Köln
- 2006: Hide and Seek, Forum Gallery, New York
- 2006: Glücksfall, KunstHausWien, Wien
- 2005: Physiognonomie der 2. Republik, Österreichische Galerie Belvedere, Wien
- 2005: Rundlederwelten, Martin-Gropius-Bau, Berlin
- 2005: Xenia Hausner — Glücksfall, Ludwig Museum, Koblenz
- 2004: Fremd. Berichte aus ferner Nähe, Kunstfest Weimar Pèlerinages
- 2004: Die 2. Natur, Charim Galerie, Wien
- 2004: Upper Class — Working Girl, Galerie der Stadt Salzburg
- 2003: New Paintings, Forum Gallery, Los Angeles
- 2003: Damenwahl, Galerie Deschler, Berlin
- 2002: Xenia Hausner — Malerei, Galerie Kämpf, Basel
- 2002: Xenia Hausner — Malerei, Galerie Hohmann, Hamburg
- 2001: Neue Arbeiten, Rupertinum, Salzburg
- 2001: Xenia Hausner — Gemälde und Grafik, Galerie Thomas, München
- 2000: Kampfzone, Käthe-Kollwitz-Museum Berlin und im Staatlichen Russischen Museum, St. Petersburg
- 2000: Xenia Hausner — Menschen, Ernst Barlach Museum, Hamburg/Wedel
- 2000: Heart Matters, Forum Gallery, New York
- 1999: Figuration, Rupertinum Salzburg, Museion Bozen und Ursula Blickle Stiftung, Kraichtal
- 1998: Wirklichkeit und Traum, Berlin Galerie, Berlin
- 1998: Xenia Hausner — Malerei, Kunsthalle, Koblenz
- 1998: Xenia Hausner — Liebesfragmente, Jesuitenkirche, Galerie in Aschaffenburg
- 1997: Liebesfragmente, Kunsthalle Wien und Museum der bildenden Künste, Leipzig
- 1997: Zeitgenössische Kunst aus Österreich, Europäisches Währungsinstitut, Frankfurt am Main
- 1996: Die Kraft der Bilder, Martin-Gropius-Bau, Berlin
- 1996: Xenia Hausner — Menschenbilder, Galerie Thomas, München
- 1996: Meisterwerke der österreichischen Gegenwartskunst, Galerie Heike Curtze, Salzburg

## На телевидении
- Arte, Metropolis Geschichten von Einsamkeit und Nähe — Посещение венского ателье Ксении Хауснер. Премьера 26.01.2013, 16:45
- 3sat, Kulturzeit: Harald Wilde, Grande Dame der Porträt-Malerei — Ксения Хауснер в музее Эссль в Клостернойбурге, 24.10.2012
- Arte, Metropolis: Художница Ксения Хауснер, премьера 11.10.2003

## Публичные художественные собрания и музеи
Работы Ксении Хауснер представлены в следующих собраниях и музеях:
- Альбертина (Вена)
- Фонд семьи Батлинер (Вена)
- Галерея Бельведер (Вена)
- Собрание Эссль (Клостернойбург)
- Музей истории города Вены (Вена)
- Музей современного искусства Ангерленер (Вельс)
- Музей Вюрта (Кюнцельзау)
- Droege Group (Дюссельдорф)
- Европейский центральный банк (Франкфурт-на-Майне)
- Шанхайский художественный музей
- Гонконгский центр искусств
- Пекинский музей современного искусства
- First Art Foundation (Вадуц)
- Собрание Георгиоса Иконому (Афины)
- Собрание Seven Bridges (США)
- Собрание Стивена Беннета (Сан-Антонио/США)
- Serendipity Arts Trust (Нью-Дели/Индия)
- Собрание Клевана
- Собрание Пола Аллена